# Пурушамедха
Пурушаме́дха (санскр. पुरुषमेध IAST: puruṣamedha — «жертвоприношение человека») — ведийский ритуал принесения в жертву человека, описанный в Шукла Яджурведе (Ваджасанея-самхита, адхьяе 30). Стихи описывают людей всех варн как привязанных к доле в жертвоприношении и предлагаемых Праджапати.
«…жреческому достоинству [следует принести в жертву] брахмана,
царскому достоинству — кшатрия, Марутам — вайшью, подвижничеству
— шудру, тьме — вора, аду — убийцу, злу — евнуха… страсти
— гетеру, шуму — певца, танцу — сказителя, пенью — скомороха…
смерти — охотника… костям — игрока… сну — слепого, беззаконию
— глухого… сиянию — поджигателя… земле — хромого… небу
— лысого… и т. д.»
Согласно поздней тантрической литературе: «Не следует никогда даже траву срывать против закона; [с другой стороны,] даже убийство коровы или брахмана, [совершённое] согласно писанию, не несёт греха. Что ещё сказать?» Куларнава-тантра 2: 136
Ритуалистика «пурушамедхи» содержится в брахманах. В списке жертвенных животных человек всегда рассматривался первым по значимости, например, в Шатапатха-брахмане VI 2 1 18.
В пурушамедхе брахман или кшатрий приравнивается по ценности к сотне коней или к тысяче коров. Жертва была добровольной: человек беспрепятственно странствовал в течение года перед тем, как его приносили в жертву. Уподобляясь Праджапати, в течение года приносимый в жертву человек сохранял половое воздержание. В пурушамедхе берёт своё начало связь годичного цикла с образом жертвы.
Как считает Мирча Элиаде: «Не вполне ясно, совершалось ли это жертвоприношение хоть когда-нибудь на самом деле. Оно описывается в целом ряде шраутасутр, но лишь в „Санкхаяне“ и „Вайтане“ жертву предписывается умерщвлять. В прочих литургических трактатах говорится, что в последний момент человека отпускают, а вместо него убивают животное. Во время пурушамедхи декламируют знаменитый космогонический гимн Пурушасукту (PB X 90). Поскольку жертва отождествляется с Пурушей-Праджапати, то, соответственно, приносящий жертву уподобляется самому Праджапати».
Хотя, начиная с Шатапатха-брахманы, пурушамедха трактуется в пользу сохранения человеческой жизни, в двух Шраута-сутрах этот ритуал ещё описывается как действительно производившийся: это Санкхаяна-шраута-сутра (Sankhayana-Srauta-Sutra) 16.10-14 (SankhSS 16.10-14) и Вайтана-сутра (Vaitana-Sutra) 37.10-38.9 (VaitS 37.10-38.9).
Говардхан Радж Шарма (Sharma, Govardhan Raj) по результатам раскопок в Каушамби 1957—1959 годов заключил, что три человеческих черепа и человеческие кости, найденные возле алтаря (датированного вторым веком до нашей эры), свидетельствуют об осуществлении пурушамедхи. Пурушамедха проводилась редко, в экстраординарных случаях — так же, как человеческие жертвоприношения в европейской Античности. Так, при угрозе государству после поражения от Ганнибала в 216 году до н. э. римляне дважды заживо закапывали людей на Форуме.

## Ведийский период
В самих текстах ведийской литературы нет однозначного указания на завершение ритуала — убивать или нет человека во время совершения Пурушамедхи: в одном месте Шатапатха-брахманы есть указание на то, что жертва или жертвы должны быть освобождены невредимыми по окончании ритуала; в другом месте прямо говорится о том, что жертва должна быть принесена — то есть человек должен быть умерщвлён. Однако можно сказать, что человеческие жертвы приносились, о чём свидетельствуют найденные археологами человеческие черепа и кости на местах проведения огненных жертвоприношений. В самой ведийской литературе — в Брахманах и в шраута-сутрах — есть специализированные списки того, что можно приносить в жертву во время яджны, и человек в этих списках занимает первое место как наивысшая из жертв.

Согласно мнению британского индолога Ральфу Гриффиту, ритуал Пурушамедхи очень близок ритуалу Ашвамедхи как по ритуальному содержанию, так и по исполнению:
...человек — это наивысшая из жертв; мужчина или женщина любого народа, строения тела, цвета кожи, характера и профессии, привязывались к жертвенному столбу как и домашние или дикие животные, перечисленные в книге XXIV [ВС 24]. Эти номинальные жертвы впоследствии освобождались непострадавшими и, согласно тексту Кришна Яджур-веды, вся церемония была чисто символической.
По мнению же Р. Н. Дандекара и некоторых других индологов, можно говорить о том, что в ранний период ведийской цивилизации (приблизительно до начала кодификации старейших из Брахман) принесение человека в жертву было обычной практикой — так, в Кришна Яджур-веде есть указание в определённых случаях приносить в жертву до 184 человек разных сословий и варн, в том числе и из варны брахманов. Однако позднее, когда варна брахманов начала занимать ведущие позиции в обществе, замена реальных жертв на символические была неизбежна. Как указывает нидерландский индолог Ян Хаубен, нет никаких оснований считать Пурушамедху символическим ритуалом — в противном случае она никогда бы не была внесена в так называемый список Кали-варджьяс (kali-varjyas — действия, запрещённые в Кали-югу). По его мнению, символизация жертвы начала происходить в связи с ростом влияния буддизма и джайнизма (религий, в которых одним из основных моментов является ахимса) и кодификацией Шатапатха-брахманы и составлением Чхандогья-упанишады (в которой ахимса названа одной из добродетелей). В дальнейшем, в шраманический период (с ростом философской школы Мимансы и утверждением Вед как единственного авторитетного источника по вопросам Дхармы), ведийские ритуалисты, защищая свои действия от буддийской и джайнской критики, полностью отказались от действительного принесения человека в жертву во время Пурушамедхи и стали совершать Пурушамедху с символическим принесением жертвы — в конце ритуала жертву символически убивали листом травы куша или проводили жертвенным ножом по коже.
Существовало несколько типов ритуальной практики Пурушамедхи. Согласно одной из них, царским домом покупался человек (обязательно кшатрий или брахман) за сто коней или тысячу коров. Этот человек в течение года фактически оставался на свободе и жил обычной жизнью, отказывая себе лишь в одном — в общении с женщинами. По истечении года его приносили в жертву вместе с жертвенными животными и царица совершала имитацию полового акта с трупом. По другому описанию, царица совершала половой акт или его имитацию с ещё живым человеком, после чего последний отпускался и награждался. Сам обряд был направлен на процветание государства.

## Эпический период: от пурушамедхи к нарабали
Человеческое жертвоприношение в санскрите обозначают термины: пурушамедха, нарамедха, нарабали.
В эпической литературе индуизма есть упоминания принесения человека в жертву: в 71-й главе Калика-пураны сказано, что человеческие жертвы угодны Богине. По сообщению известного религиоведа Мирча Элиаде, человеческие жертвоприношения осуществлялись в храме Камакхья вплоть до XIX века. «Этот храм был знаменит человеческими жертвоприношениями, которые происходили в нём вплоть до девятнадцатого века (они были запрещены английским правительством в 1832 г.). В 1565 году 140 жертв было обезглавлено только во время одного жертвоприношения. (…) Их приносили в жертву во время ежегодного праздника богини, и в „Калика-пуране“ целая глава посвящена детальному описанию того, как их обезглавливали». Глава Калика-пураны, описывающая человеческие жертвоприношения — Rudhiradhyaya — была опубликована в английском переводе ещё в 1807 году. Калика-пурана утверждает: «С принесением в жертву человека богиня удовлетворяется на целую тысячу лет, с тремя людьми — на сто тысяч лет. Человеческой плотью Камакхья и Бхайрави (…) удовлетворяются на три тысячи лет» (Shastri 1991, 67.19).
Калика-пурана связывает человеческие жертвоприношения с интересами власти и особыми случаями в государственной жизни, осуждая их осуществление без санкции правителя: «Если человеческая жертва принесена без согласия князя, исполнитель совершает грех. В случаях угрожающей опасности или войны жертвоприношения можно осуществлять по желанию самого князя или его министров, а не по своему желанию». По сообщению Джона Вудроффа (Sir J. Woodroffe, Shakti and Shakta — Madras, London, 1920 — p. 61), текст Kālikalpalatā тоже утверждает, что только правитель может организовывать человеческое жертвоприношение, а Tantrasāra запрещает брахману участвовать в этом ритуале. Этот же автор, Джон Вудрофф, комментируя 19-й стих Гимна Кали, где в обращении к богине перечислены приносимые ей в жертву «волосы, кости и плоть от кошки … верблюда, овцы, человека, буйвола или козла» утверждает, что «только цари, никто другой, имеют право осуществлять человеческие жертвоприношения согласно Ямале, процитированной в тексте Kālīkalpalatā». В Кали-тантре (3: 6-8) в составе жертвенного подношения крови и плоти с волосами указаны ногти, при этом (8: 18) «нет ограничений … ни в жертвах, ни в почитаниях».
Есть упоминание о человеческих жертвоприношениях в литературе Тантр и Агам — как в шиваитских и шактийских, так и в вайшнавских. В частности, в тексте Махакала-самхита, Камакалакханда (Mahakalasamhita, Kamakalakhanda: MKSK) patala 6 (pp. 52–54) обретение сиддхи меча, кхадгасиддхи, описывается так: «с помощью мантр и подношения его крови, и, если это возможно, narabali — человеческого жертвоприношения (буквально „and, if possible, a human sacrifice (narabali)“ в переводе Джеймса Маллинсона) садхака наделяет меч силой, гарантирующей ему победу во всех битвах» (там же оксфордский исследователь упоминает Кулачудаманитантру: «Cf. Kulacudamanitantra 6.26с — 33d»). Процитированный Джеймсом Маллинсоном текст, Махакала-самхита, является одним из текстов, на которых основывается шактистская школа Кали-каула. «Йогини Тантра» утверждает, что человеческое жертвоприношение в форме ребёнка (narasya kumаra) является самым высоким из всех жертвоприношений и стоит больше, чем подношение любого количества яков, черепах, кроликов, кабанов, буйволов, носорогов или ящериц (Shastri 1982, 2.7.157-162). Человеческое жертвоприношение провозглашается лучшим в 4-й главе Кумари-тантры, а сама эта тантра (Kumari-tantra) комментировалась Шуклой Матхуранатхой, Кришнанандой в его «Тантрасаре» (Krsnananda, Tantrasara), Раматосаной в его «Пранатосини»; Рагхунатхой Таркавагисой в его «Агама-таттва-виласе» (Raghunatha Tarkavagisa, Agama-tattva-vilasa). Кумари-тантра цитировалась вместе с другими тантрами в одном ряду с Калика-пураной Удгатой Рамачандрой (Ramachandra Udgata) из Ориссы.
В вайшнавском тексте Шримад-Бхагаватам, песне 9-й, главе 7-й (Потомки царя Мандхаты) описано человеческое жертвоприношение для исцеления царя Харишчандры (Бхагавата-пурана 9.7.21), на котором главным жрецом был Вишвамитра, Джамадагни читал мантры Яджурведы, Аясья пел гимны Самаведы, Васиштха возглавлял брахманов (Бхагавата-пурана 9.7.22). После этого, «видя, что Махараджа Харишчандра и его жена правдивы, терпеливы и во всем ищут самую суть, великий мудрец Вишвамитра дал им неуничтожимое духовное знание, позволяющее достичь цели человеческой жизни» (Бхагавата-пурана 9.7.24). В главе 16-й (Бхагавата-пурана 9.16.31-32) рассказано о том, что приносимый в жертву Шунахшепха был спасён по своим молитвам и стал называться Деваратой. (В других индийских источниках уточняется, что Вишвамитра посоветовал Шунахшепхе помолиться Ушас, благодаря которой тот был спасён от смерти). Тем самым пурушамедха в Шримад-Бхагаватам трактуется в пользу сохранения человеческой жизни.
Человеческие жертвоприношения осуждаются в школе Адвайта-веданта. По преданию этой школы, человеческие жертвоприношения Бхайраве, практиковавшиеся капаликами, отменил Шанкара. В Чхандогья-упанишаде (часть 3, глава 16) пурушамедха трактуется сугубо аллегорически: как сам процесс человеческой жизни, полный срок которой составляет 116 лет. Болезни рассматриваются как препятствия жизни-пурушамедхе, которые следует устранять для достижения такого долголетия.

## Современный период: отрицание и символическое понимание
Человеческие жертвоприношения Кали, практиковавшиеся в прошлом, стали предметом острой критики автора Конституции Индии и первого министра юстиции этой страны Амбедкара. В 15-й главе своей книги «Загадка в индуизме» (Riddle In Hinduism) он подробно процитировал регламент человеческого жертвоприношения из Калика-пураны и заключил: «Сегодня людей не приносят в жертву богине Кали. Но это не значит, что такого не случалось. Напротив, есть множество доказательств, демонстрирующих, что человеческие жертвы, наряду с животными, производились так, как учит пурана Кали. Доктор Раджендралал Митра (Dr. Rajendralal Mitra) утверждает: „Хорошо известен факт, что в течение длительного времени обряд (человеческого жертвоприношения) был распространён во всём Индостане“».
В официальном шактистском культе Кали «человеческое жертвоприношение» — лишь аллегория, условный образ: теперь это лишь символическое обозначение преодоления заблуждений. «Чтоб достичь высшего божественного сознания, мы должны превзойти человеческую природу со всеми её заблуждениями. Этот процесс преодоления символически представляется как человеческая жертва или нарабали (narabali)», — пишет Даш Дургамадхаб в статье «Почитание Матери Кали» (текст статьи опубликован на официальном сайте правительства индийского штата Орисса). Этот культ в Индии управляется жрецами-брахманами разряда «паураника». Традиционным жрецом Кали, происходящим из касты её храмовых служителей, был знаменитый философ-гуманист и реформатор индуизма Рамакришна — представитель Адвайта-веданты.